# Stetten (Haigerloch)
Stetten (oft: Stetten bei Haigerloch) ist der zweitgrößte Stadtteil von Haigerloch im Zollernalbkreis in Baden-Württemberg (Deutschland).

## Geographie
Stetten liegt am rechten Ufer der Eyach, rund drei Kilometer südöstlich von Haigerloch, 15 Kilometer westlich von Hechingen und elf Kilometer nordwestlich von Balingen. Die Gemarkungsfläche des Ortes beträgt 678 Hektar. Westlich des Dorfes mündet die Stunzach in die Eyach.

## Geschichte
Stetten wird 1275 im Liber decimationis erstmals urkundlich erwähnt. Der Ort gehörte zur Herrschaft Haigerloch. 1344 taucht der Ort im Besitz des Grafen Friedrich VIII. von Zollern auf. Zu dieser Zeit war Stetten Teil der Herrschaft Haimburg, kehrte später aber wieder zur Herrschaft Haigerloch zurück. Auch die Grafen von Hohenberg hatten Teile und Rechte von Stetten in Besitz. Die Herren von Stetten waren hohenbergische Lehensleute.
Anfang des 15. Jahrhunderts waren die Herren von Archshofen im Besitz des Dorfes. Der Besitz wechselte 1428 an die Herren von Bubenhofen (Stammsitz bei Rosenfeld). Im Verlauf der Jahre verkauften diese Teile des Ortes an die Grafen von Zollern, bis der gesamte Ort wieder im Besitz der Zollern war. Die Vasallen der Zollern, die Herren von Weitingen, erwarben nach und nach die Herrschaft Haimburg und gelangten somit auch in den Besitz von Stetten. Durch finanzielle Nöte wurde der Ort 1542 wieder an die Zollern verkauft. Durch Karl I. von Hohenzollern kam der Ort 1575 wieder zur Herrschaft Haigerloch.
Nach dem Tod Karl I. im Jahr 1576 und der daraus folgenden hohenzollerischen Erbteilung kam Stetten zur neu entstandenen Grafschaft Hohenzollern-Haigerloch. Nach dem Aussterben der Haigerlocher Linie 1767 gelangte der Ort mit der Herrschaft an das Fürstentum Hohenzollern-Sigmaringen. 1806 wurde Stetten dem neu gegründeten Oberamt Haigerloch zugewiesen. Ab 1850 wurde der Ort Teil der Hohenzollerischen Lande und damit preußisch. Durch die Auflösung des Oberamts Haigerloch kam Stetten 1925 zum Landkreis Hechingen, der im Zuge der Kreisreform 1973 im Zollernalbkreis aufging. Am 1. Dezember 1971 wurde die bis dahin selbständige Gemeinde Stetten bei Haigerloch in die Stadt Haigerloch eingemeindet.

### Herkunft des Ortsnamens
Der Name Stetten leitet sich von dem Grundwort Statt (veraltete Form von Stätte) ab. Der althochdeutsche Begriff Stat, welcher indogermanischem Ursprungs ist, findet sich auch im Lateinischen statio (vgl. Station). Unter einer Stätte oder Statt versteht man eine Stelle an der sich etwas befindet, oder entstehen soll (zum Beispiel ein Haus). Der althochdeutsche Plural von Statt lautet die Stette, der althochdeutsche Dativ hierzu Stetten.

### Religionen
Die Bevölkerung von Stetten ist wie die der übrigen ehemals hohenzollerischen Gebiete überwiegend katholisch.

### Wappen
Das Wappen von Stetten zeigt einen waagrecht von Silber und Rot geteilten Wappenschild. Das obere silberne Feld enthält eine nach rechts schwimmenden rote Forelle. Im roten unteren Feld sind zwei gekreuzte silberne Berghämmer (Schlägel und Eisen) abgebildet. Bei dem Wappenschild handelt es sich farblich um das Wappen der Grafen von Hohenberg, zu dem die Forelle und die Bergmanswerkzeuge hinzugefügt wurden.

## Bauwerke

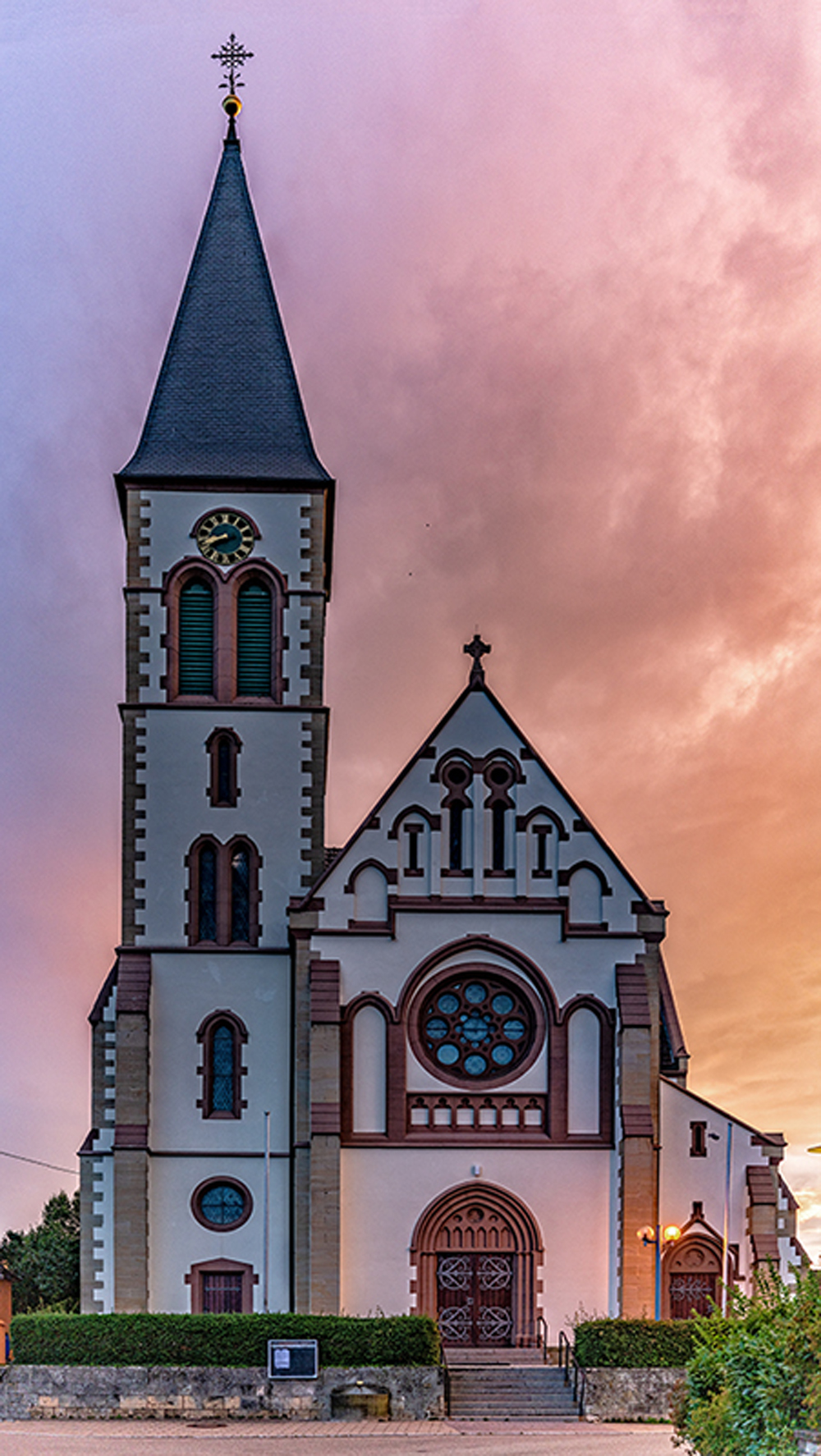
Pfarrkirche St. Michael in Stetten

- Pfarrkirche St. Michael
- Salzbergwerk Stetten

## Infrastruktur

### Verkehr
Stetten wird im Süden von der Bundesstraße 463 tangiert. Die B 463 verbindet den Ort im Süden mit der B 27 nach Balingen und nach Norden mit der Anschlussstelle Empfingen der Bundesautobahn 81. Durch eine Gemeindeverbindungsstraße ist Stetten nach Norden an die Landesstraße 410 Haigerloch–Rangendingen–Hechingen angebunden. Die durch den Ort führende Bahnstrecke Eyach–Hechingen wird nur noch im Güterverkehr benutzt.

### Wirtschaft
Das Salzbergwerk Stetten generiert wöchentlich mehrere Güterzugabfuhren. Der Abtransport erfolgt hauptsächlich über Hechingen-Sigmaringen-Ulm, ausnahmsweise auch über Eyach-Tübingen.

### Öffentlicher Nahverkehr
Im Öffentlichen Nahverkehr verkehren regelmäßig Regionalbusse der Linien 10 und 7433. Die Linie 7433 verkehrt zwischen Haigerloch und Balingen, die Linie 10 zwischen Horb und Hechingen. Der Ort liegt in der Wabe 329 des Verkehrsverbunds Neckar-Alb-Donau (Naldo).

## Söhne und Töchter des Ortes
- Liborius Stengel (1801–1835), katholischer Theologe